# Furug Qodirov
Furug Qodirov (2 ottobre 1992) è un ex calciatore tagiko, di ruolo difensore.

## Carriera

### Nazionale
Nel 2011 ha giocato 3 partite in nazionale, una delle quali nelle qualificazioni ai Mondiali.